# Simulium alajense
Simulium alajense är en tvåvingeart som först beskrevs av Rubtsov 1972.  Simulium alajense ingår i släktet Simulium och familjen knott. Inga underarter finns listade i Catalogue of Life.